# Averser Rhein
Der Averser Rhein (auch Averserrhein geschrieben, Rätoromanisch im Idiom Sutsilvan: Ragn da Ferrera) ist ein rechter Nebenfluss des Hinterrheins im Kanton Graubünden.

## Geographie

### Verlauf

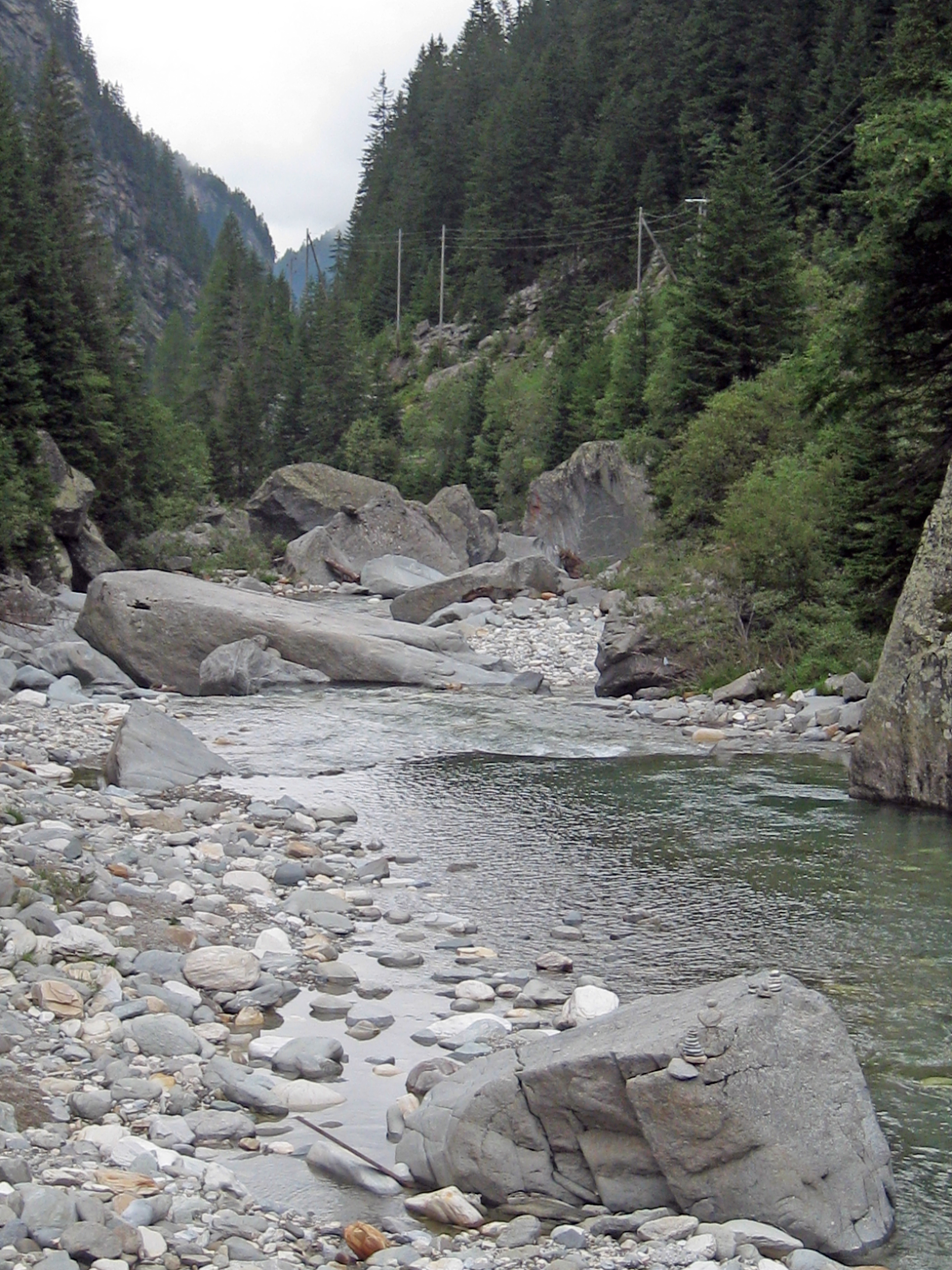
Averser Rhein bei Plan Davains, Ausserferrera

Der Fluss entsteht in Avers durch den Zusammenfluss des Bergalgabaches mit dem etwas kleineren Jufer Rhein, der durch die höchstgelegene Dauersiedlung Europas (Juf, nahe der Grenze zum Bezirk Albula) bekannt ist. In einer tiefen, von der 90 Meter hohen Lezibrücke überspannten Klamm überwindet der Averser Rhein die Talstufe zum tieferen Talboden des von links kommenden, etwas kleineren Madrischer Rheins (Quellgebiet). Nach dem Zusammenfluss führt er den Namen Ragn da Ferrera (Ferrerarhein), wogegen im deutschen Sprachgebrauch der Name Averser Rhein erhalten bleibt. Ebenfalls von links mündet wenige Kilometer unterhalb der fast ganz auf italienischem Gebiet fliessende Reno di Lei (Quellgebiet).
Das folgende Val Ferrera weist zwei besiedelte Talweitungen auf. In der oberen wird er bei Innerferrera (Calantgil) seit 1961 gestaut. Unterhalb von Ausserferrera (Farera) begleiten hohe Felswände das Trogtal. Der Averser Rhein mündet dann in der Roflaschlucht oberhalb von Andeer in den zum Lai da Seara aufgestauten Hinterrhein, den er mit seiner Wasserführung von 11,5 m³/s um etwa 3 % übertrifft.
Das Tal des Averser Rheins ist nur von Stichstrassen erschlossen.

### Einzugsgebiet
Das 63,4 km² grosse Einzugsgebiet des Averser Rheins liegt in den Oberhalbsteiner Alpen und wird durch ihn über den Hinterrhein und den Rhein zur Nordsee entwässert.
Der Schweizer Teil des Einzugsgebiets besteht zu 11,0 % aus bestockter Fläche, zu 36,0 % aus Landwirtschaftsfläche, zu 0,4 % aus Siedlungsfläche und zu 52,0 % aus unproduktiven Flächen. Das Einzugsgebiet des Reno di Lei liegt fast gänzlich in Italien.
Die Flächenverteilung
Die mittlere Höhe des Einzugsgebietes beträgt 2336,8 m ü. M.

### Zuflüsse
Bergalgabach, 7,0 km, 22,93, 1,10 m³/s
- Valzaschallbach (links), 2,0 km, 2,71 km²
- Leida Bach (rechts), 2,1 km, 2,34 km²
- Hüttabach (rechts), 1,6 km, 2,23 km²
- Lerabellabach (links), 1,31 km²
- Tscheichabach (Tscheischabach) (links), 2,1 km, 2,14 km²
- Teifabach (rechts), 0,7 km
- Mattabach (rechts), 0,8 km
- Jufer Rhein (Ragn da Ferrera) (rechts), 7,4 km, 16,72 km², 0,79 m³/s

Averser Rhein, 18,2 km, 127,83 km²
- Trüschbächli (rechts), 0,4 km[6]
- Louretshusbächli (rechts), 0,5 km[6]
- Jupperbach (rechts), 1,6 km, 1,22 km²
- Juppeltibächli (rechts), 1,4 km[6]
- Nüwagadabächli (rechts), 1,1 km[6]
- Husbächli (rechts), 1,1 km[6]
- Lauchbodabächli (links), 1,9 km, 1,01 km²
- Bacherbach (rechts), 1,8 km, 0,94 km²
- Chloschbach (rechts), 1,3 km
- Tossabächli (rechts), 1,0 km
- Pürder Bach (links), 3,2 km, 3,55 km²
- Leinbächli (links), 0,5 km
- Maleggabach (rechts), 3,1 km, 4,55 km², 0,21 m³/s
- Cherlibach (links), 2,6 km
- Hüttabächli (links), 1,5 km
- Casolbach (rechts), 1,9 km, 1,91 km²
- Alpbach (links), 1,0 km
- Oberhusbächli (rechts), 0,5 km
- Ussercassolbächli (rechts), 1,3 km
- Bächabach (rechts), 2,0 km, 1,42 km²
- Plattnerbach (rechts), 1,6 km
- Madrischer Rhein (Ägua da Madris) (links), 14,1 km, 50,92 km², 2,38 m³/s
- Guggernüllbach (rechts), 1,1 km, 0,51 km²
- Reno di Lei (links), 16,4 km, 52,61 km²

Ragn da Ferrera
- Ual digl Uors (links), 1,4 km, 1,02 km²
- Starlerabach (Ava da Starlera) (rechts), 5,3 km, 11,03 km², 0,49 m³/s
- Sterlabach (rechts), 1,9 km, 1,43 km²
- Ual da Niemet (links), 7,6 km, 20,08 km², 0,79 m³/s
- Ual la Tgaglia (links), 2,1 km, 2,18 km²
- Ual da Martegn (links), 1,4 km
- Aua da Mulegn (rechts), 6,9 km, 12,78 km², 0,59 m³/s
- Ual d'Ursera (Ual Nursera) (links), 2,6 km, 2,98 km²
- Ual da Ferrera (rechts), 3,2 km, 2,53 km²
- Aua dil Foss (rechts), 0,7 km
- Aua Granda (rechts), 5,5 km, 8,50 km², 0,39 m³/s
- Aua da Viadurs (rechts), 0,9 km

## Nutzung
Das Wasser des Averser Rheins wird, wie auch bereits das Wasser einiger Zuflüsse, von den Kraftwerken Hinterrhein, einer Aktiengesellschaft mit Sitz in Thusis, zur Stromerzeugung genutzt. 